# フェイツ・ウォーニング
フェイツ・ウォーニング（Fates Warning）は、アメリカ合衆国出身のプログレッシブ・メタル・バンド。
1980年代中頃から、プログレッシブ・ロックとヘヴィメタルを融合させたスタイルを展開。以来「プログレッシブ・メタル」と定義付けられ発展させた先駆者としても知られている。

## 概要

### 略歴・スタイル
1982年、コネティカット州ハートフォードで結成。1990年代中頃から、オリジナル・メンバーはギターを担当するジム・マテオスのみ。ただし2016年に、3rdアルバム『アウェイクン・ザ・ガーディアン』の発売30周年として、当時の旧オリジナル・メンバーと再結成を企画した。
初期の音楽性は、2ndアルバム『スペクター・ウィズイン』(1985年）まで、アイアン・メイデン風の伝統的なヘヴィメタルの流れにあったが、3rdアルバム『アウェイクン・ザ・ガーディアン』(1986年）以降、後にプログレッシブ・メタルと呼ばれるようになる音楽性へと方向転換していく。実際、同系統のミュージシャン マイク・ポートノイ（ドリーム・シアター）は、「プログレッシブ・メタルを作り出したのは、フェイツ・ウォーニングであった」とも書いている。
込み入ったリズムを含む楽曲、プログレッシブ・ロックの精神性、ヘヴィメタル音像の組合せといった特色の数々は、その後の「ドリーム・シアター」や「クイーンズライク」らにも多大な影響を与え、共にプログレッシブ・メタルというジャンルを発展させていった。
彼らの1stアルバムから3rdアルバムまでは、ジョン・アーチの並々ならぬボーカルが特徴となっている。また、歌詞の題材として幻想的な題材を主に扱っていた。しかしアーチが脱退し、後任のレイ・アルダーが加入してからは、内省的な内容の歌詞が多くなった。また、マーク・ゾンダー(Ds)が加入した5thアルバム『パーフェクト・シンメトリー』(1989年）以降は、プログレッシブ・ロックの要素が更に増して実験的で技巧を凝らした音楽となり、眼前に迫り力で圧倒するようなヘヴィメタルの要素はやや後退した。
デビュー以来「メタル・ブレイド・レコーズ」一筋だったが、9年ぶりのアルバム『Darkness in a Different Light』からは移籍している。

### リユニオン
2016年、プログレッシブ・メタルの幕開けとなった3rdアルバム『アウェイクン・ザ・ガーディアン』の発売30周年を記念して、当時のメンバーが集結し同作の完全ライブを再現。翌2017年にライブ作品『Awaken The Guardian Live』としてリリースした。

## メンバー
※2020年2月時点

### 現ラインナップ
- レイ・アルダー (Ray Alder) - ボーカル (1987年− )　Redemption在籍
- ジム・マテオス (Jim Matheos) - ギター (1982年− )　OSI在籍
- ジョーイ・ヴェラ (Joey Vera) - ベース (1996年− )　アーマード・セイント在籍
- ボビー・ジャーゾンベク (Bobby Jarzombek) - ドラムス (2007年− )　ハルフォード在籍

サポート
- マイケル・アブドウ (Michael Abdow) - ギター (2013年、2016年− )

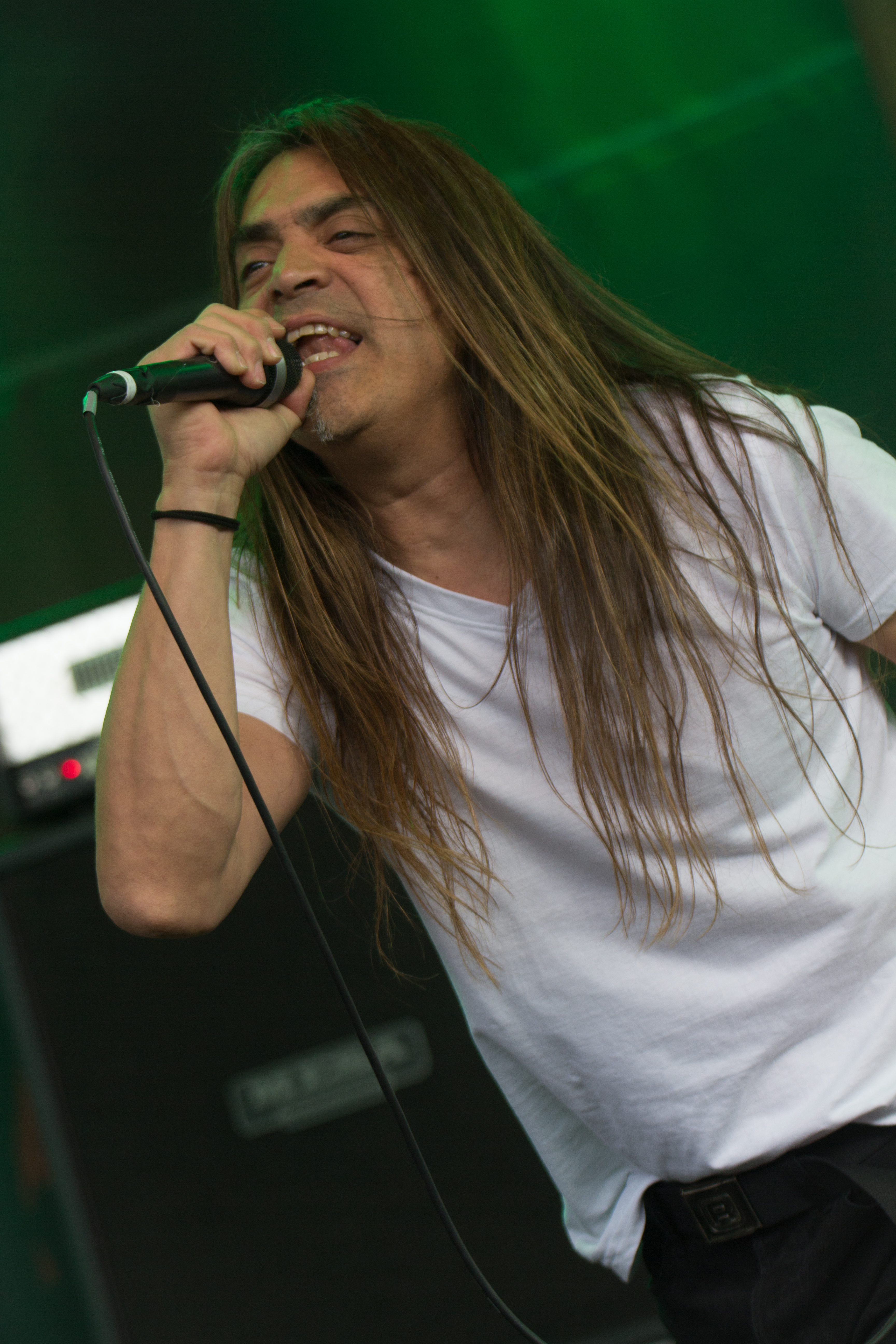
レイ・アルダー(Vo) 2017年
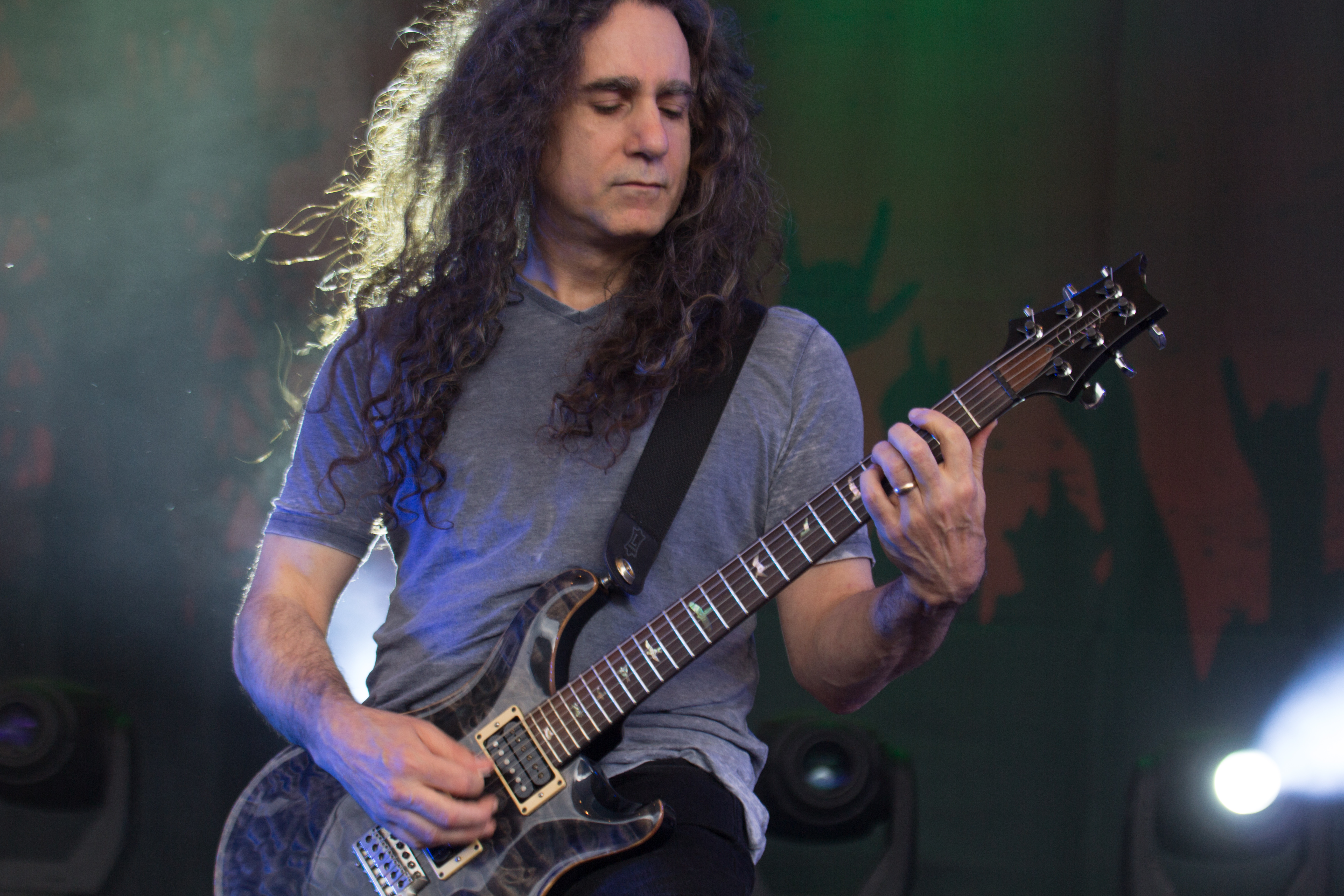
ジム・マテオス(G) 2017年
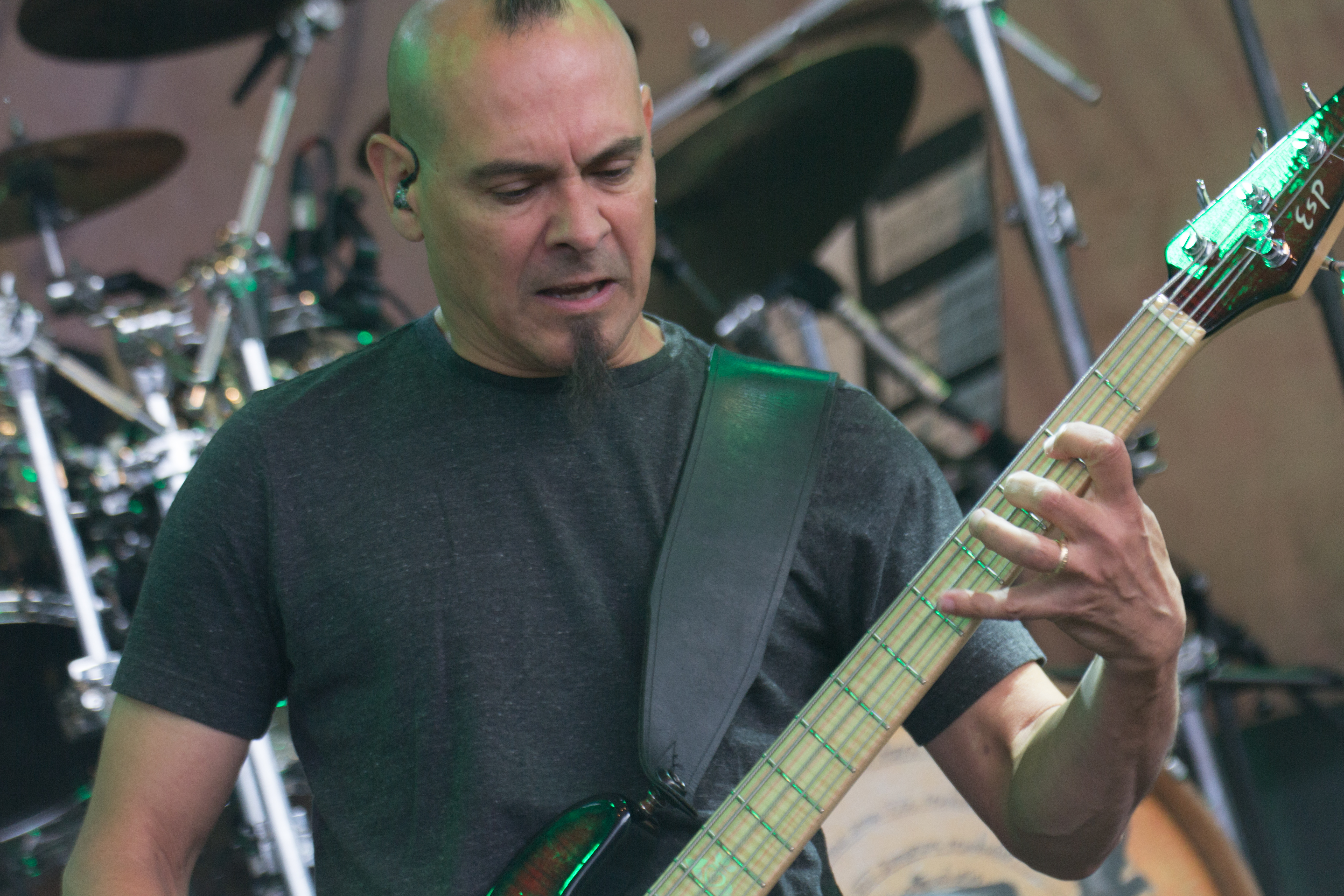
ジョーイ・ヴェラ(B) 2017年
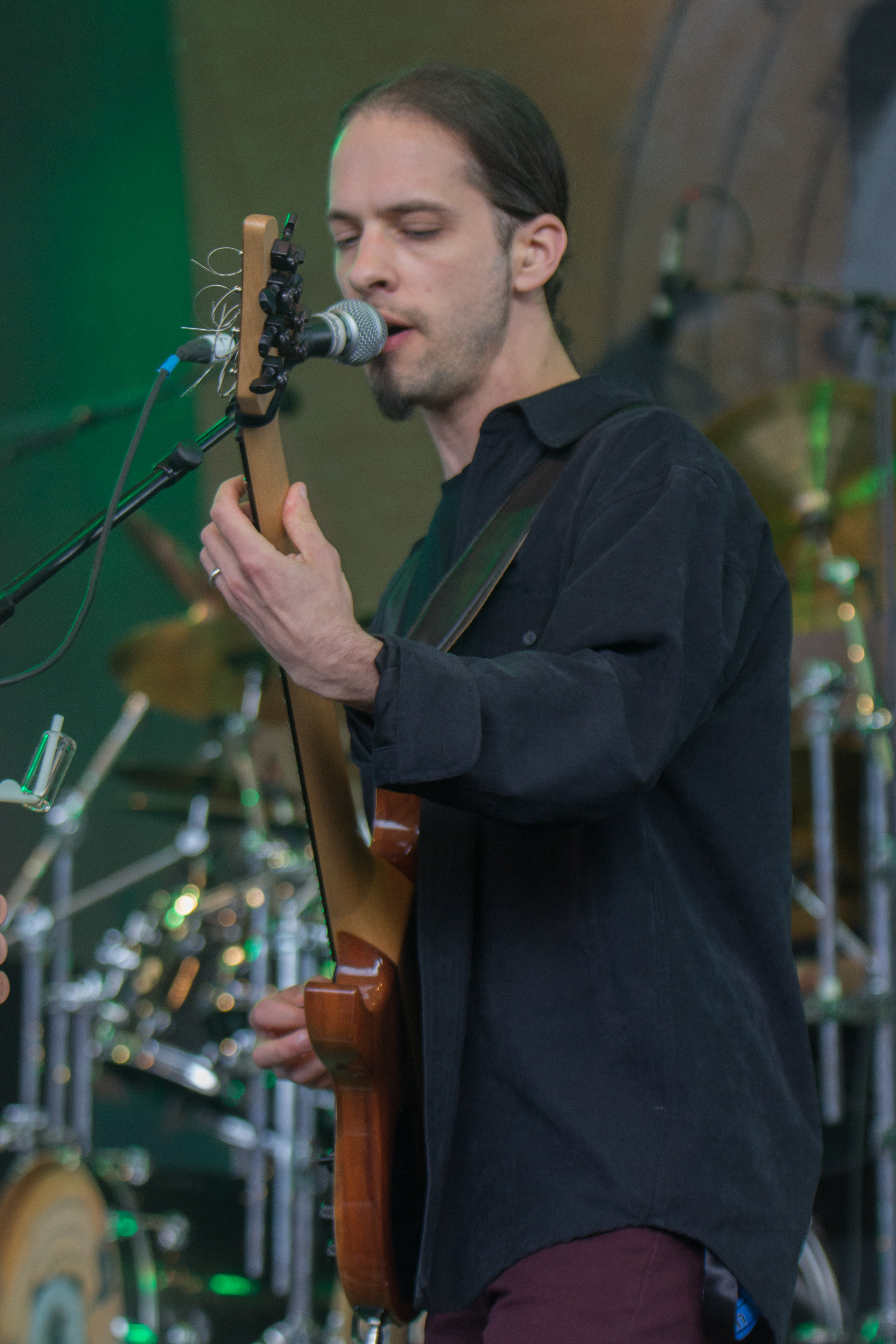
マイケル・アブドウ(G) 2017年

### 旧メンバー
- ジョン・アーチ (John Arch) - ボーカル (1982−年1987年、2016年)
- ヴィクター・アデュイーニ (Victor Arduini) - ギター (1982年−1986年)
- ジョー・ディバイアス (Joe DiBiase) - ベース (1982年−1996年、2010年、2016年)
- スティーヴ・ズィマーマン (Steve Zimmermann) - ドラムス (1982年−1988年、2016年)
- フランク・アレスティ (Frank Aresti) - ギター (1985年−1996年、2010年、2011年−2016年)
- クリス・クロンク (Chris Cronk) − ボーカル (1987年)
- マーク・ゾンダー (Mark Zonder) - ドラムス (1988年−2005年、2010年)
- ニック・ディヴァージリオ (Nick D'Virgilio) − ドラムス (2005年−2007年)

## ディスコグラフィ

### スタジオ・アルバム
- 『ナイト・オン・ブロッケン』 - Night on Bröcken (1984年)
- 『スペクター・ウィズイン』 - The Spectre Within (1985年)
- 『アウェイクン・ザ・ガーディアン』 - Awaken the Guardian (1986年)
- 『ノー・イグジット』 - No Exit (1988年)
- 『パーフェクト・シンメトリー』 - Perfect Symmetry (1989年)
- 『パラレルズ』 - Parallels (1991年) ※楽曲「Life in Still Water」では、ジェイムズ・ラブリエがバッキング・ボーカルとしてゲスト参加している[4]。
- 『インサイド・アウト』 - Inside Out (1994年)
- 『プレザント・シェイド・オブ・グレイ』 - A Pleasant Shade of Gray (1997年)
- 『ディスコネクテッド』 - Disconnected (2000年)
- 『FWX』 - FWX (2004年)
- Darkness in a Different Light (2013年)[5]
- 『セオリーズ・オヴ・フライト』 - Theories of Flight (2016年)[6]
- 『ロング・デイ・グッド・ナイト』 - Long Day Good Night (2020年)

### ライブ・アルバム
- 『スティル・ライフ』 - Still Life (1998年)
- Awaken The Guardian Live (2017年)
- Live Over Europe (2018年)

### コンピレーション・アルバム
- 『チェイシング・タイム』 - Chasing Time (1995年)

### 映像作品
- Live At The Dynamo (2000年)
- Live In Athens (2005年) ※マイク・ポートノイが参加している[7]。
- A View From Here (2007年)
- Awaken The Guardian Live (2017年)